# Siguldas prospekts

La perspective de Sigulda (en letton : Siguldas prospekts) est une perspective à Rīga en Lettonie.

## Présentation
Siguldas Prospect est une rue du quartier Mežaparks et porte le nom de la ville de Sigulda. 
Elle commence à l'intersection avec la perspective Meža prospekts et se termine à l'intersection avec la rue Inčukalnas iela. 
La rue est bâtie de maisons individuelles construites entre 1928 et 1932.
Sa longueur totale est de 1610 mètres.

## Histoire
Elle a été mentionnée pour la première fois dans la liste des rues de la ville de 1903-1908, initialement sous le nom de Novgorod Prospekt (en letton : Novgorodas prospekts) en l'honneur de Veliky Novgorod, de nombreuses rues de cette zone portent le nom de villes de la Ligue hanséatique. 
En 1923, elle reçut son nom moderne, qui n'a jamais changé depuis,.

## Bâtiments
La rue a été construite des maisons privées dans la première moitié du XXe siècle, principalement entre 1928 et 1932. 
Onze bâtiments de l'avenue Siguldas sont reconnus comme monuments architecturaux.
- Siguldas prospekts 1 (architecte P. Miezis, 1930) est un monument architectural d'importance nationale.
- Siguldas prospekts 30 (architecte P. Kundzins, 1930) est un monument architectural d'importance nationale.

## Galerie

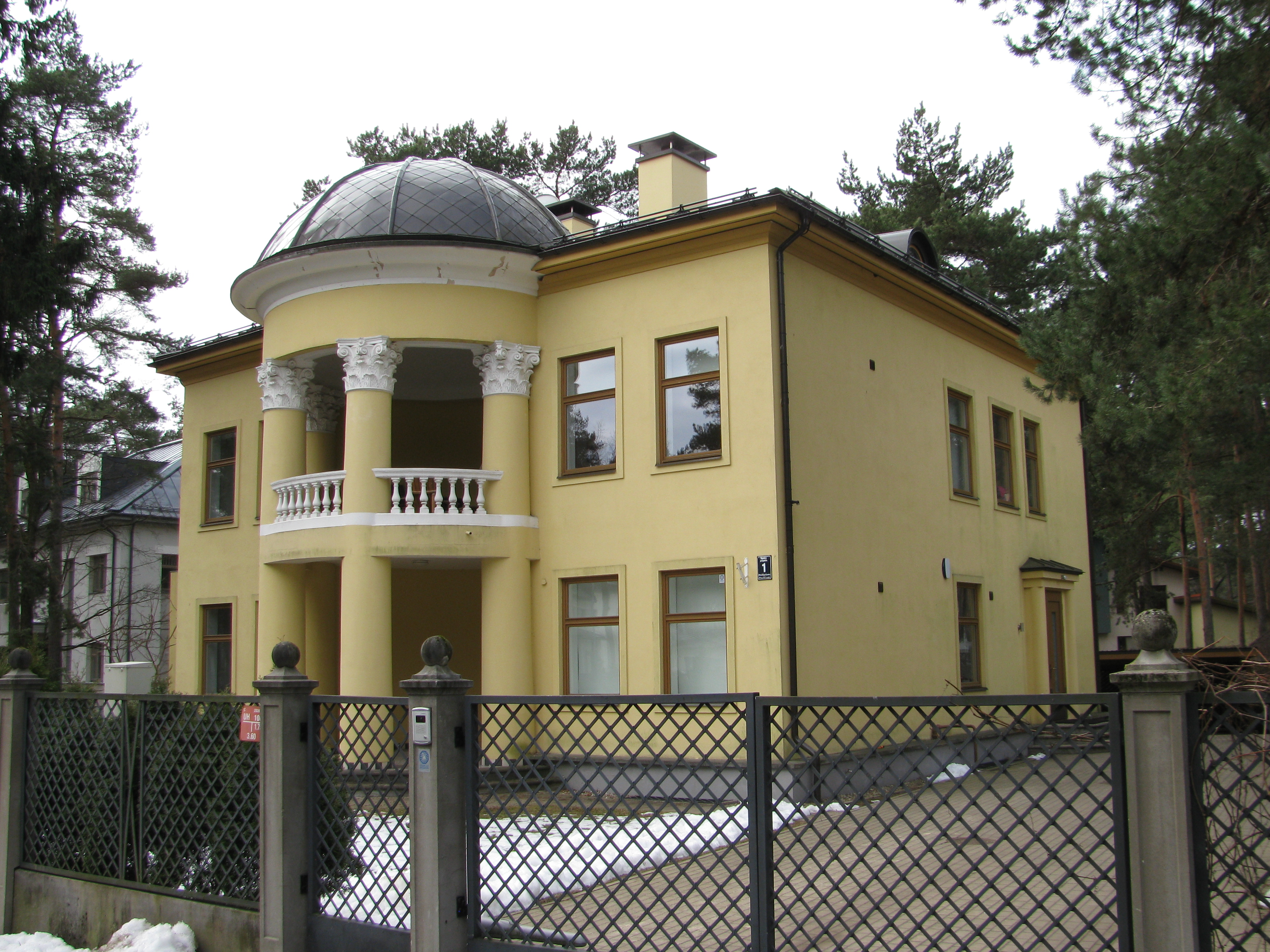
Siguldas prospekts 1.
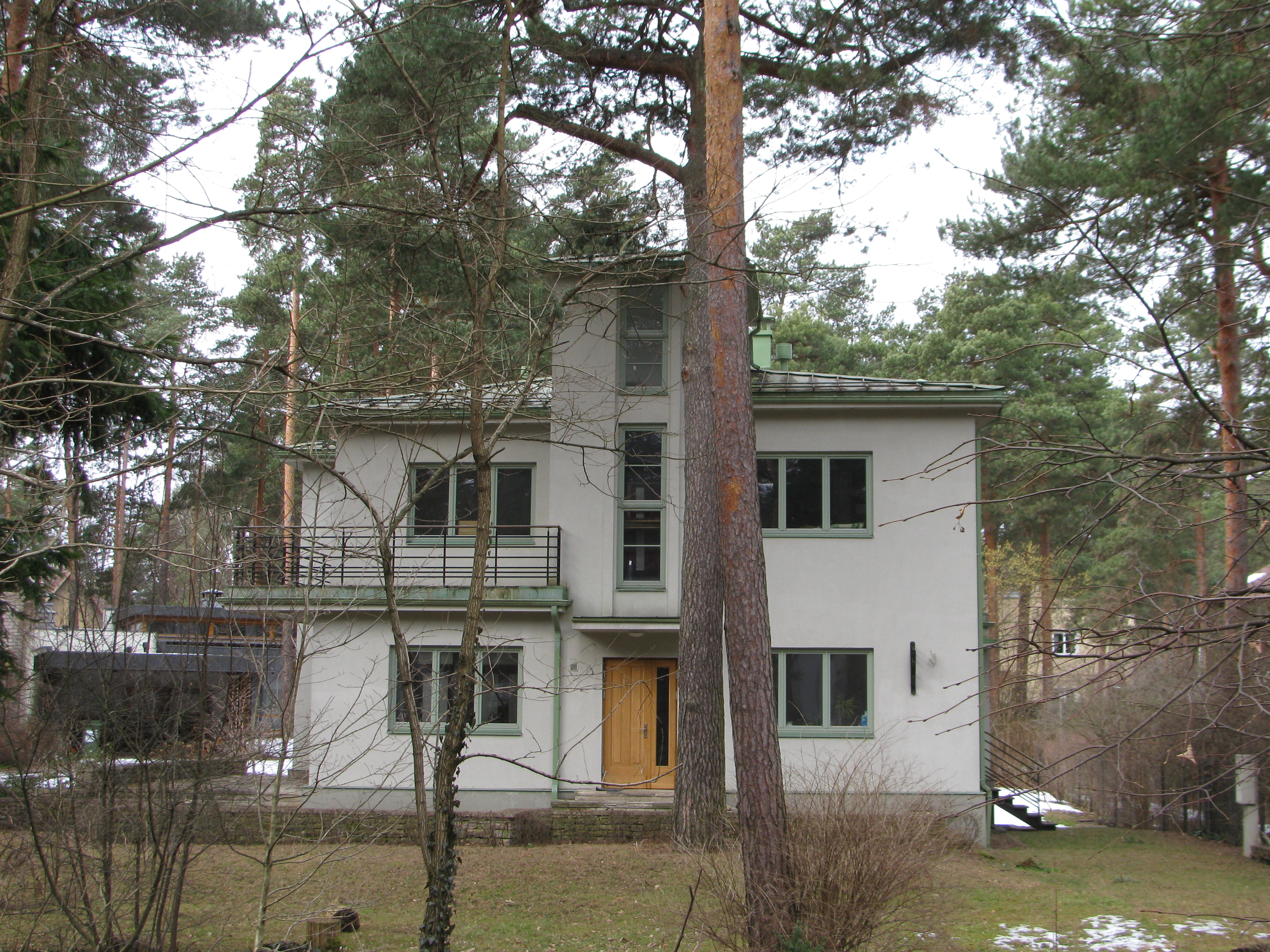
Siguldas prospekts 5.
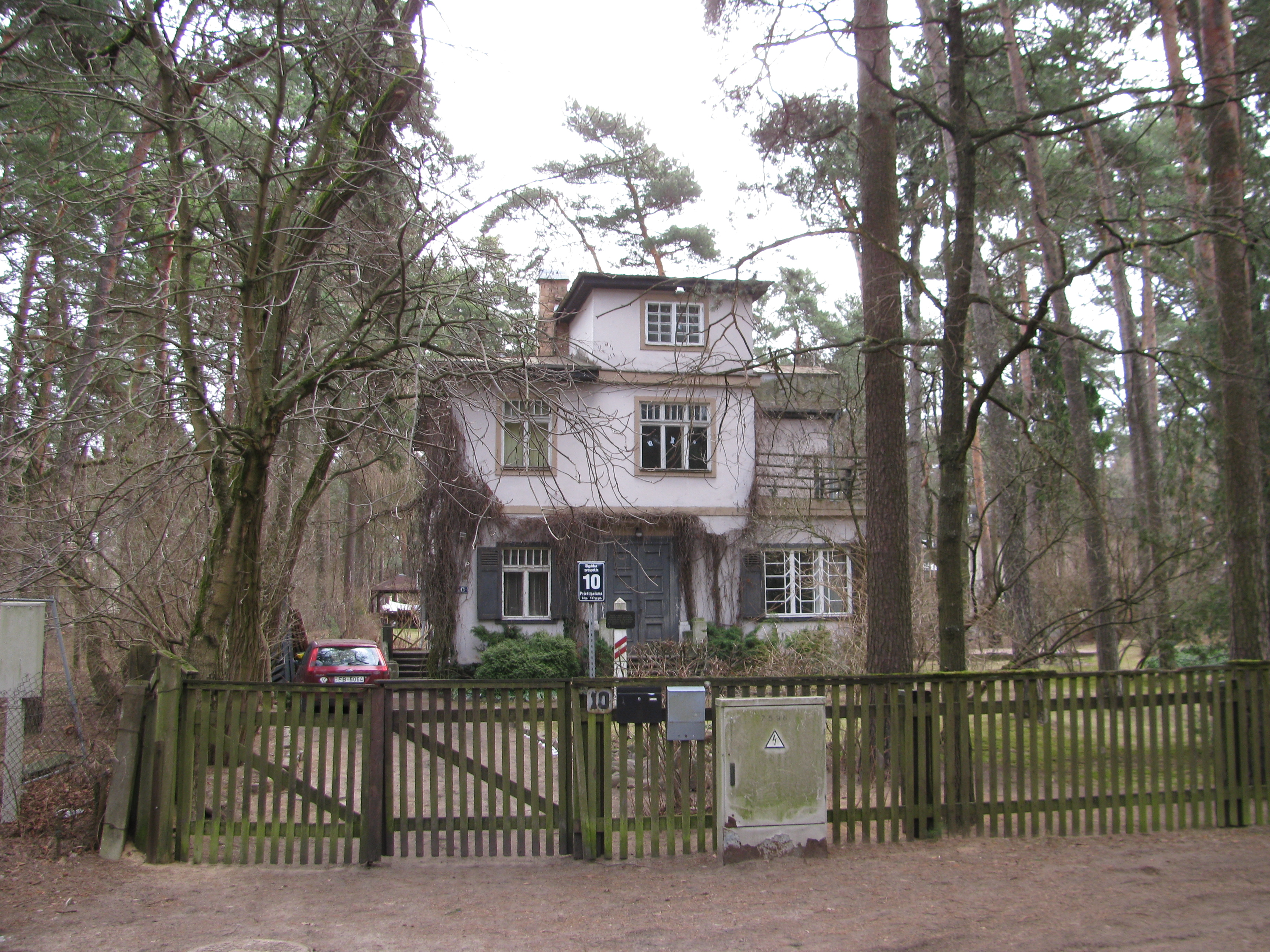
Siguldas prospekts 10.

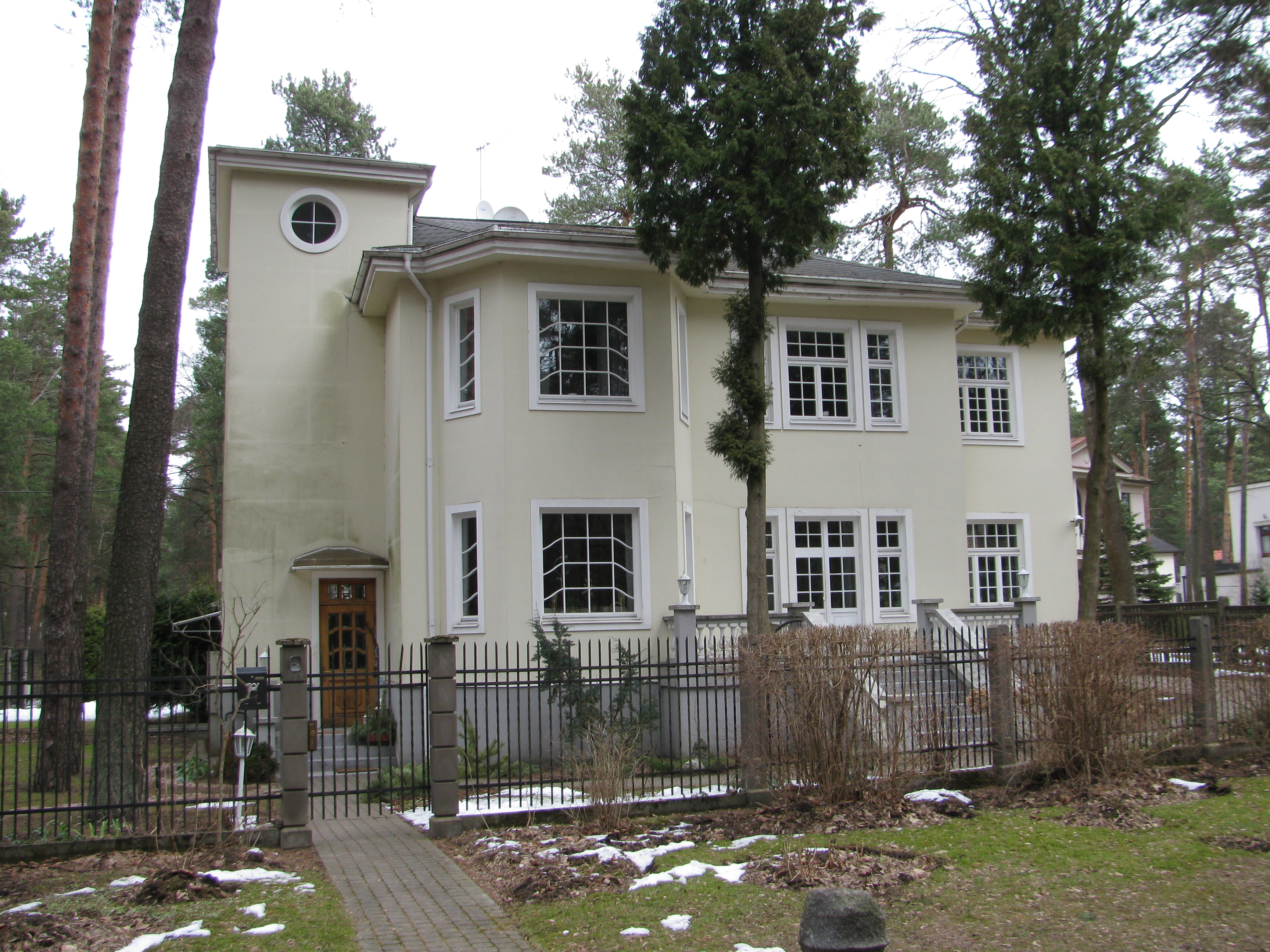
Siguldas prospekts 14.
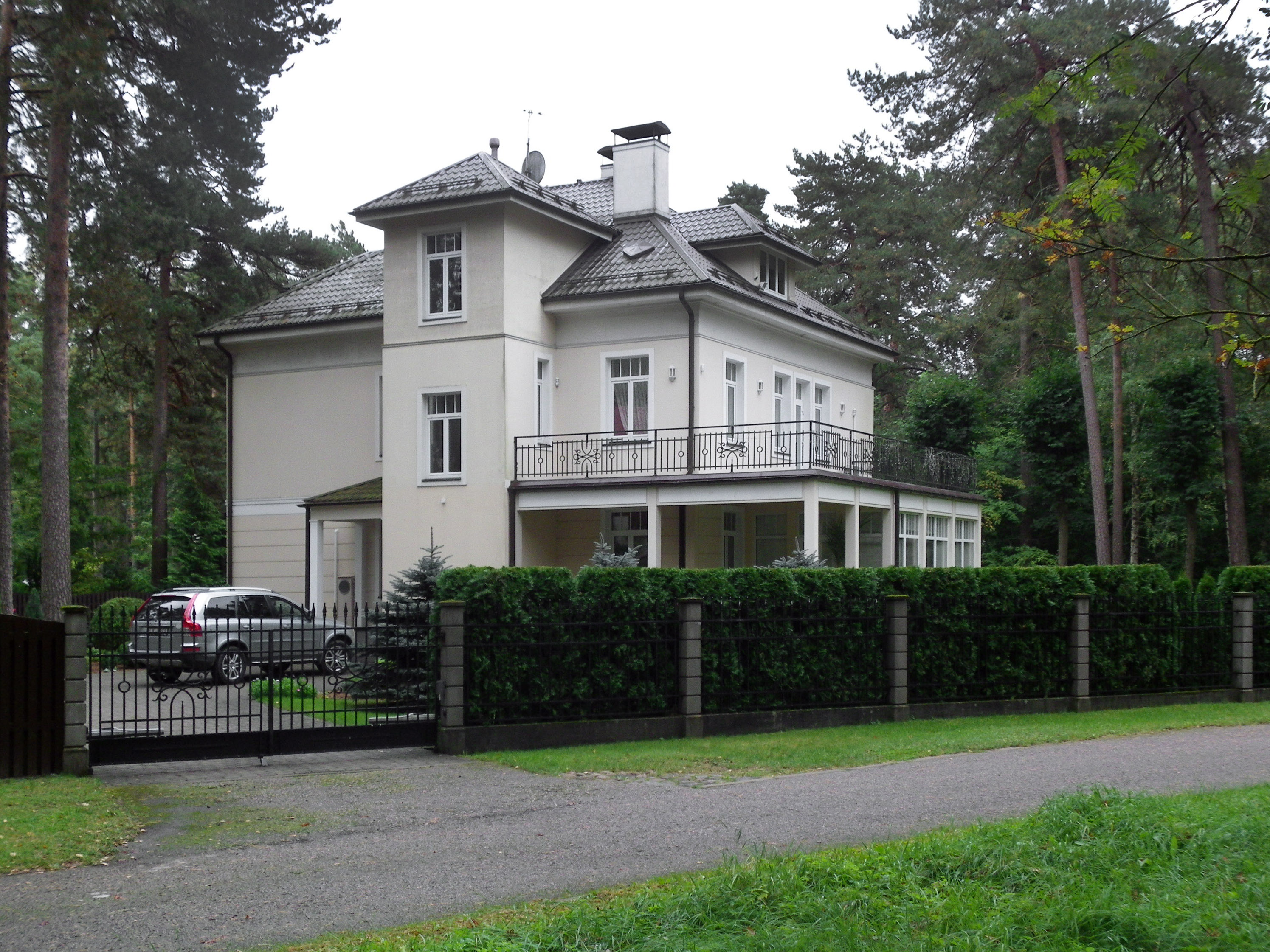
Siguldas prospekts 29.
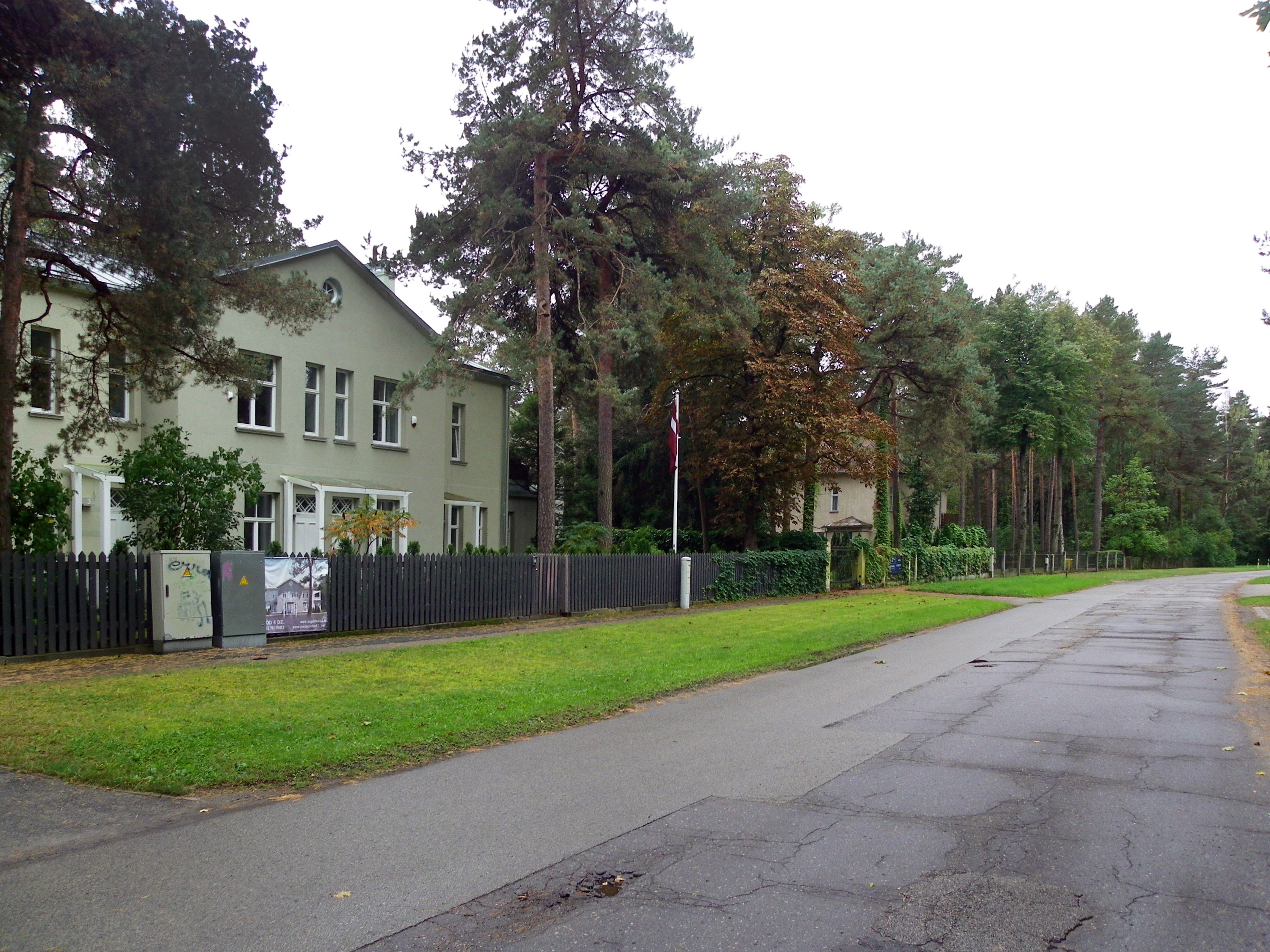
Siguldas prospekts 48.